# Staggered board
Lo staggered board è una particolare configurazione del board of directors, ossia del consiglio di amministrazione nelle società statunitensi, che si caratterizza per il fatto che lo statuto prevede ogni anno la nomina solo di una parte degli amministratori (solitamente un terzo), in modo tale che il consiglio possa essere rinnovato, ma che al suo interno rimangano alcuni amministratori dotati già di esperienza nel settore e a conoscenza della specifica situazione della società.
In sostanza, tale meccanismo consente di rinnovare il consiglio di amministrazione, adattandolo alle esigenze di flessibilità della gestione, ed ha il pregio di consentire di tramandare ai nuovi componenti dell'organo il know-how e l'esperienza acquisite nel tempo da parte dei membri del consiglio che permangono nel ruolo.